# JC 샤세즈
JC 샤세즈(JC Chasez, 1976년 8월 8일 ~ )는 미국의 가수로, 엔싱크의 멤버였다.